# Поттер (Вісконсин)
Поттер (англ. Potter) — селище (англ. village) в США, в окрузі Калумет штату Вісконсин. Населення — 244 особи (2020).

## Географія
Поттер розташований за координатами 44°7′7″ пн. ш. 88°6′6″ зх. д. / 44.11861° пн. ш. 88.10167° зх. д. (44.118481, -88.101704).  За даними Бюро перепису населення США в 2010 році селище мало площу 1,43 км², з яких 1,39 км² — суходіл та 0,04 км² — водойми. В 2017 році площа становила 1,35 км², з яких 1,31 км² — суходіл та 0,03 км² — водойми.

## Демографія
Згідно з переписом 2010 року, у селищі мешкали 253 особи в 98 домогосподарствах у складі 70 родин. Густота населення становила 177 осіб/км².  Було 99 помешкань (69/км²).
Расовий склад населення:
| - 96,8 % — білих - 2,0 % — корінних американців - 0,8 % — чорних або афроамериканців |

До двох чи більше рас належало 0,4 %. Частка іспаномовних становила 2,8 % від усіх жителів.
За віковим діапазоном населення розподілялося таким чином: 28,1 % — особи молодші 18 років, 56,5 % — особи у віці 18—64 років, 15,4 % — особи у віці 65 років та старші. Медіана віку мешканця становила 38,8 року. На 100 осіб жіночої статі у селищі припадало 100,8 чоловіків;  на 100 жінок у віці від 18 років та старших — 109,2 чоловіків також старших 18 років.
Середній дохід на одне домашнє господарство  становив 64 746 доларів США (медіана — 58 125), а середній дохід на одну сім'ю — 68 949 доларів (медіана — 65 000). Медіана доходів становила 38 125 доларів для чоловіків та 31 528 доларів для жінок. За межею бідності перебувало 4,6 % осіб, у тому числі 5,1 % дітей у віці до 18 років та 0,0 % осіб у віці 65 років та старших.
Цивільне працевлаштоване населення становило 180 осіб. Основні галузі зайнятості: виробництво — 22,8 %, освіта, охорона здоров'я та соціальна допомога — 20,0 %, роздрібна торгівля — 18,3 %.